# Archaeoindris fontoynontii
Az Archaeoindris fontoynontii az óriás szubfosszilis makik faja, amely Madagaszkáron élt, és az i. e. 4. század elején halt ki. A szigeti óriásnövés)egyik tipikus példája.
Nemének eddig egyetlen felfedezett faja.

## Anatómia
Noha a Palaeopropithecushoz hasonlított, az Archaeoindris fontoynontii sokkal nagyobb és erősebb volt nála. Az Archaeoindris fontoynontii az egyik legnagyobb valaha élt főemlős, és a legnagyobb ismert orrtükrös volt 160 kg-os tömegével. Mérete nagyjából egy felnőtt hím gorilláéval vetekedett, amit először Lamberton jegyzett fel.

## Életmód
Az Archaeoindris fontoynontii feltehetően folivor, azaz levélevő életmódot folytatott, amit alátámasztanak a fogain lévő kopásnyomok.

## Fordítás
Ez a szócikk részben vagy egészben  az   Archaeoindris című angol Wikipédia-szócikk ezen változatának fordításán alapul.  Az eredeti cikk szerkesztőit annak laptörténete sorolja fel. Ez a jelzés csupán a megfogalmazás eredetét és a szerzői jogokat jelzi, nem szolgál a cikkben szereplő információk forrásmegjelöléseként.